# Tenseur symétrique
Un tenseur {\displaystyle \mathrm {A} } d'ordre 2 est dit symétrique si la forme bilinéaire associée est symétrique.
Un tenseur d'ordre 2 étant défini par rapport à un certain espace vectoriel, on peut y choisir des vecteurs de base et le tenseur {\displaystyle \mathrm {A} } est alors représenté par une matrice {\displaystyle A} de composantes {\displaystyle A_{ij}}. Une définition équivalente à la précédente consiste à dire que la matrice {\displaystyle A} est symétrique, c'est-à-dire que :
{\displaystyle A_{ij}=A_{ji}\,} pour tout couple d'indices i et j,
car cette propriété reste inchangée si l'on change de base.
La symétrie d'un tenseur n'est une caractéristique intéressante que si ses composantes sont réelles. Plusieurs tenseurs symétriques de dimension 3 sont utilisés en physique, notamment le tenseur des contraintes et le tenseur des déformations en science des matériaux, et le tenseur d'inertie en mécanique du solide.

## Changement de repère
Si l'on passe d'une base {\displaystyle ({\vec {u}}_{1},{\vec {u}}_{2},\ldots ,{\vec {u}}_{n})} à une autre {\displaystyle ({\vec {u}}'_{1},{\vec {u}}'_{2},\ldots ,{\vec {u}}'_{n})}, la matrice colonne {\displaystyle V=[V_{1},V_{2},\ldots ,V_{n}]^{\mathsf {T}}} des composantes d'un vecteur {\displaystyle \mathrm {\vec {V}} } est remplacée par la matrice colonne {\displaystyle V'=[V'_{1},V'_{2},\ldots ,V'_{n}]^{\mathsf {T}}} définie par {\displaystyle V=P\cdot V'} où {\displaystyle P} désigne la matrice de passage.
Soit {\displaystyle f} la forme bilinéaire associée au tenseur {\displaystyle \mathrm {A} } :
{\displaystyle f(\mathrm {\vec {V}} ,\mathrm {\vec {W}} )=V^{\mathsf {T}}\cdot A\cdot W=(P\cdot V')^{\mathsf {T}}\cdot A\cdot (P\cdot W')=V'^{\mathsf {T}}\cdot P^{\mathsf {T}}\cdot A\cdot P\cdot W'=V'^{\mathsf {T}}\cdot A'\cdot W'}
où :
{\displaystyle A'=P^{\mathsf {T}}\cdot A\cdot P}
est donc la matrice qui représente le tenseur {\displaystyle \mathrm {A} } dans la nouvelle base.
Quand les deux bases sont orthonormées, la matrice de passage est orthogonale : {\displaystyle P^{\mathsf {T}}=P^{-1}}.

## Valeurs et vecteurs propres
Le vecteur {\displaystyle \mathrm {\vec {V}} } est un vecteur propre du tenseur {\displaystyle \mathrm {A} } s'il est non nul et qu'il vérifie {\displaystyle \mathrm {A} \cdot \mathrm {\vec {V}} =\lambda \,\mathrm {\vec {V}} }. Le scalaire {\displaystyle \lambda } est appelé valeur propre (de {\displaystyle \mathrm {A} }).
Si l'on a choisi une base, le vecteur {\displaystyle \mathrm {\vec {V}} } est représenté par une matrice colonne {\displaystyle V} et le tenseur {\displaystyle \mathrm {A} } par une matrice (carrée) {\displaystyle A}. Au sens de l'algèbre matricielle, {\displaystyle V} est un vecteur propre de {\displaystyle A}, pour la même valeur propre {\displaystyle \lambda }. Ce résultat est valable quelle que soit la base. On peut montrer que le polynôme caractéristique de la matrice {\displaystyle A}, {\displaystyle \det(A-\lambda I)} où {\displaystyle I} représente la matrice identité, ne dépend pas de la base.
La particularité des tenseurs symétriques est que :
- toutes les valeurs propres d'un tenseur symétrique sont réelles ;
- deux vecteurs propres correspondant à deux valeurs propres distinctes sont perpendiculaires (orthogonaux) ;
- on peut former une base orthonormée de vecteurs propres ; dans cette base le tenseur est représenté par une matrice diagonale (avec les valeurs propres sur la diagonale).

## Invariants
Les valeurs propres d'un tenseur sont invariantes par changement de repère, mais ce qu'on appelle invariants sont des fonctions des valeurs propres qui ne dépendent pas de leur numérotation (qui ne changent pas si l'on intervertit deux valeurs propres), et qui sont aussi des fonctions (relativement) simples des coefficients de la matrice représentant le tenseur (dans un repère donné).
Plusieurs choix sont possibles, mais le plus fréquent est celui des coefficients du polynôme caractéristique {\displaystyle \det(A-\lambda I)}.